# Ann Rutherford
Therese Ann Rutherford (Vancouver, Canadá, 2 de noviembre de 1917 - Beverly Hills, California, 11 de junio de 2012), conocida como Ann Rutherford, fue una actriz de teatro y cine canadiense.
Su fama está principalmente vinculada a la interpretación de Polly Benedict, novia eterna de Andy Hardy (Mickey Rooney), en una popular serie de comedias producidas por MGM en los años treinta y cuarenta. Pero sobre todo por el papel de Carole O'Hara, la hermana de la protagonista, Scarlett interpretada por Vivien Leigh en la famosa película Gone with the Wind, ganadora de ocho premios Oscar.

## Biografía

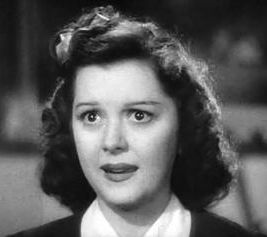
Rutherford como Polly Benedict en Love Finds Andy Hardy (1938)

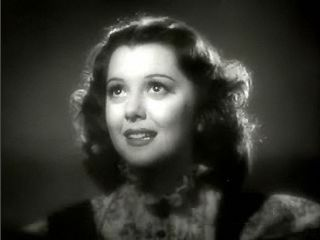
Ann Rutherford en Dramatic School (1938)

Hija del tenor John Defferin Rutherford y la actriz Lucille Mansfield (prima del actor Richard Mansfield), tuvo sus primeros éxitos desde la infancia como prolífica intérprete de radio. Apareció por primera vez en la gran pantalla en 1935, cuando obtuvo un papel en la película de Joseph Santley The Port Girl. En solo tres años, entre 1935 y 1938, participó en más de veinte películas, alcanzando cierta notoriedad.
En 1939 fue llamada para interpretar a Carole O'Hara, una de las hermanas de Scarlett en Lo que el viento se llevó, la obra maestra de Victor Fleming. El rotundo éxito de la película permitió que despegara la carrera de Rutherford. Otra figura destacada que la actriz de 18 años interpretó en 1940 fue la de Lydia, la temeraria hermana joven que huye de su casa, saqueando el entorno familiar, en Más fuerte que el orgullo, una película producida por MGM, una de las numerosas versiones cinematográficas de la obra maestra por Jane Austen.
Entre 1938 y 1943, actuó principalmente en películas centradas en el personaje de Andy Hardy, en las que se emparejó con Mickey Rooney, dando vida a la dulce Polly Benedict, la novia de Andy.
Después de algunos años de actividad discontinua, Ann Rutheford se retiró del cine en 1953, tras contraer matrimonio con el actor y productor William Dozier, con quien permaneció hasta su muerte en 1991.
Regresó a una actividad esporádica en la gran pantalla a principios de la década de 1970, apareciendo en ¿Quién mató a Jenny? (1972), de James Goldstone y en Won Ton Ton, el perro que salvó a Hollywood (1976), de Michael Winner.
En 1997, los productores de Titanic de James Cameron la contactaron para ofrecerle el papel de la anciana Rose Calvert, pero Rutherford se negó y fue finalmente interpretado por Gloria Stuart, quien también recibió una nominación al Oscar a la mejor actriz de reparto.
En noviembre de 2005, Rutherford celebró 85 años con una lujosa ceremonia pública en Beverly Hills, una ciudad en la que había residido durante muchos años. Ni Olivia de Havilland ni Evelyn Keyes (que padecía la enfermedad de Alzheimer), únicas supervivientes del elenco de Lo que el viento se llevó, asistieron a la ceremonia.
Ann Rutherford (cuya hermana Judith tuvo una breve carrera como actriz y cantante con el nombre de Judith Arlen), se ha casado dos veces: la primera con David May, (casados en la víspera de Navidad de 1942), del que se divorció en 1953 y con el que tuvo una hija, la actriz Gloria May, nacida en 1943, y la segunda con el ya mencionado William Dozier. Es la madrastra de la actriz Debbie Dozier. 
Ann Rutherford, falleció a los 94 años en su casa de Beverly Hills, asistida amorosamente por su familia y una amiga de toda la vida, la actriz Anne Jeffreys, que comunicó la triste noticia a los periodistas.